# Conflito entre Frente da Libertação da Síria e Tahrir al-Sham
Em 19 de Fevereiro de 2018, fortes confrontos irromperam entre a Frente da Libertação da Síria (FLS), que incluí grupos como o Ahrar al-Sham e o Movimento Nour al-Din al-Zenki e apoiada pela Brigada Suqour al-Sham contra os jihadistas do Tahrir al-Sham (HTS) na zona ocidental da província de Alepo. Os combates rapidamente espalharam-se à província de Idlib, com a FLS, inicialmente, a capturar várias localidades a HTS. Um cessar-fogo entre os grupos em confrontos entrou em vigor em Abril de 2018.

## Antecendentes
Durante o ano de 2017, a popularidade do grupo jihadista Tahrir al-Sham, devido às suas vitórias militares contra o regime, diminuiu entre a população síria. De acordo com Benjamin Barthe, jornalista do Le Monde: "Os jihadistas cometeram erros. Eles ajudaram a desacreditar-se, buscando substituir os embriões de instituições criadas pelo "governo" da oposição, instalada no sul da Turquia, em Gaziantep, por uma estrutura criada por si, o "Governo de Salvação" [...] O capital de simpatia que a organização inicialmente detinha, por causa de sua eficácia na luta contra o regime de Assad, foi corroído após a queda de Alepo, em Dezembro de 2016, e o no lugar do processo de "desanuviamento", zonas das quais as forças jihadistas são excluídas".
Em 15 de Fevereiro de 2018, Abu Ayman al-Masri, um importante comandante de HTS, é morto por homens de Nour al-Din al-Zenki em al-Houta, na província de Alepo, enquanto tentava forçar um obstáculo com o seu veículo. Em 18 de Fevereiro, Ahrar al-Sham e Nour al-Din al-Zenki se juntaram para formar um novo grupo: Frente da Libertação da Síria.

## Confrontos
Em 19 de Fevereiro, o conflito irrompe entre FLS e HTS. O conflito se estende ao norte, leste e sul da província de Idlib, com a FLS a receber apoio da Turquia. O Conselho Islâmico Sírio, apoiado por Ancara, emite um decreto pedindo uma revolta contra Tahrir al-Sham, enquanto, Ayman al-Zawahiri, líder da al-Qaeda, pede reconciliação. No início de Março, o Partido Islâmico do Turquestão emitiu uma declaração em que afirmava não participar nos combates, mas, no entanto os combatentes do grupo participaram nos confrontos ao lado de Tahrir al-Sham.
Entre 20 a 24 de Fevereiro, mais de 20 localidades passam a estar sob o controlo da Frente da Libertação, com especial destaque para as cidades de Maarate Anumane e Ariha a serem capturadas pela FLS a 21 de Fevereiro.
Em 26 de Fevereiro, Tahrir al-Sham captura a Ahrar al-Sham um importante depósito de veículos blindados em Maaret Misrine, no norte de Idlib.
Em 27 de Fevereiro, Tahrir al-Sham perdeu os territórios que detinha na província de Alepo e, no mesmo dia, os jihadistas abandonaram a localidade de Khan Shaykhun, que passou a ser controlado por Jaysh al-Izza. A 28 de Fevereiro, HTS continua a abandonar diversas localidades, como a cidade de Saraqib. No final do dia 28, os jihadistas perderam o controlo de mais de 40 localidades e bases militares, retirando-se para o seu bastião no nordeste da província de Idlib.
Mas, a 1 de Março, Tahrir al-Sham lança um poderoso contra-ataque, conseguindo recuperar o controlo sobre 23 localidades, bem como recuperar a base da 46.ª Divisão, e conseguindo reentrar na província de Alepo.
Tahrir al-Sham e a Frente de Libertação concluíram um acordo de cessar-fogo para o período de 9 a 11 de Março, mas o conflito continuou a ocorrer nos dias seguintes na parte ocidental da província de Alepo. Em 17 de Março, após uma mediação da Legião do Sham, os dois grupos assinaram um acordo de cessar-fogo, embora os combates continuaram a ocorrer.
Em 15 de Abril, Tahrir al-Sham consegue recuperar as localidades de Khan Shaykhun e Morek.
No final de Abril, ocorre uma troca de prisioneiros entre os dois grupos, com 21 membros da Frente da Libertação e 25 membros de Tahrir al-Sham a serem soltos. 

Em 24 de Abril, é um assinado um novo acordo de cessar-fogo entre Tahrir al-Sham e a Frente da Libertação. 